# إيزابيلا رودريغيز
إيزابيلا رودريغيز (بالإسبانية: Isabella Rodríguez) هي عارضة فنزويلية، ولدت في 19 أكتوبر 1993.